# Eduard Hedvíček
Eduard Hedvíček (17. března 1878, Kojetín – 1947, Vídeň) byl rakouský státní úředník, který se pokusil o záchranu kancléře Dollfusse při nacistickém atentátu v roce 1934.

## Život
Eduard Hedvíček se v mladém věku společně se svým bratrem Janem Hedvíčkem stal příslušníkem císařské hradní stráže v tehdejším Rakousku-Uhersku, protože více než splňoval požadavky na velký tělesný vzrůst: Eduard byl 200 cm vysoký a vážil přes 130 kg. V pozdějším věku a po rozpadu Rakouska-Uherska se stal rakouským státním úředníkem a v době atentátu na kancléře 25. července 1934 byl jeho sekretářem a asistentem.
Eduard Hedvíček se tehdy neúspěšně pokusil kancléře zachránit honičkou po kancelářích kancléřství, které on znal, kdežto atentátníci ne. Za tento svůj čin byl později vyznamenán nejvyšším rakouským státním vyznamenáním, zlatou medailí Za zásluhy o Rakousko[zdroj⁠?!] a ze stejného důvodu byl po anšlusu Rakouska v roce 1938 nacisty vězněn v Buchenwaldu a Dachau.
Při soudu s atentátníky Otto Planettou a Franzem Holzweberem dne 30. července 1934 vystoupil Eduard Hedvíček jako hlavní svědek.